# Луј Версајп
Луј Версајп, (Бриж, 5. децембра 1908 — 27. јуна 1988) био је белгијски фудбалер и тренер. Одиграо је 34 меча и постигао 8 голова за фудбалску репрезентацију Белгије. Био је у саставу Белгије на Светском првенству 1930. године у Уругвају.